# Blood Moon
Bloom Moon — шестой мини-альбом южнокорейским бойзбендом Oneus. Альбом включает в себя семь синглов и ведущий сингл «Luna». Альбом был выпущен 9 ноября 2021 года компанией RBW и распространен Kako Entertainment.

## Предпосылки и релиз
Перед выпуском мини-альбом Oneus провели онлайн и оффлайн концерт Oneus Theatre: Blood Moon в Сеуле с 6 по 7 ноября.
9 ноября группа выпустила свой шестой мини-альбом Blood Moon с ведущим синглом «Luna».

## Критика
Billboard описал «Luna» как «празднование классических и современных звуков», «смешивая традиционные инструменты с мечтательными синтезаторами», и аналогичным образом NME описал «Luna» как «своего рода возвращение домой», балансируя между старым и новым, с «струнами каягым, переливающимися над трэп-битами 80-х».
17 ноября группа одержала свою первую победу на музыкальном шоу в своей карьере с песней «Luna» на Show Champion.

## Список треков
| №                   | Название                                                        | Текст песни                                                                              | Музыка                                                                        | Аранжировка                                            | Длительность |
| ------------------- | --------------------------------------------------------------- | ---------------------------------------------------------------------------------------- | ----------------------------------------------------------------------------- | ------------------------------------------------------ | ------------ |
| 1.                  | «Intro: Window» (Intro: 창 (窓: Window); featuring Choi Ye-rim) | Lee Sang-ho (RBW) Seo Yong-bae (RBW) Lee Ho-sang (RBW) Marvel J Leedo Choi Ye-rim        | Lee Sang-ho (RBW) Seo Yong-bae (RBW) Lee Ho-sang (RBW)                        | Seo Yong-bae (RBW) Lee Ho-Sang (RBW)                   | 2:00         |
| 2.                  | «Luna» (월하미인 (月下美人: Luna))                              | Lee Sang-ho (RBW) Seo Yong-bae (RBW) Lee Ho-sang (RBW) Inner Child (MonoTree) Ravn Leedo | Lee Sang-ho (RBW) Seo Yong-bae (RBW) Lee Ho-sang (RBW) Inner Child (MonoTree) | Lee Sang-ho (RBW) Seo Yong-bae (RBW) Lee Ho-sang (RBW) | 3:19         |
| 3.                  | «Yes or No» (사랑의 결말은 모 아니면 도)                        | Ravn Leedo Oneway                                                                        | Ravn Oneway                                                                   | Oneway                                                 | 3:10         |
| 4.                  | «Life Is Beautiful»                                             | Lee Sang-ho (RBW) Seo Yong-bae (RBW) Lee Ho-sang (RBW) Ravn Leedo                        | Lee Sang-ho (RBW) Seo Yong-bae (RBW) Lee Ho-sang (RBW)                        | Lee Sang-ho (RBW) Seo Yong-bae (RBW) Lee Ho-sang (RBW) | 3:40         |
| 5.                  | «Shut Up 받고 Crazy Hot!»                                       | Kim Do-hoon (RBW) Lee Sang-ho (RBW) Seo Yong-bae (RBW) Ravn Leedo                        | Kim Do-hoon (RBW) Lee Sang-ho (RBW) Seo Yong-bae (RBW) Ravn                   | Kim Do-hoon (RBW) Lee Sang-ho (RBW) Seo Yong-bae (RBW) | 3:45         |
| 6.                  | «We're in Love» (헤엄쳐)                                        | Park Hyun-kyu ( Vromance ) Seoho Ravn Leedo                                              | Jin Min-ho (RBW) Park Hyun-kyu (Vromance) Seoho Leedo                         | Jin Min-ho (RBW)                                       | 3:20         |
| 7.                  | «Who You Are»                                                   | Cosmic Sound (RBW) Cosmic Girl                                                           | Cosmic Sound (RBW) Cosmic Girl                                                | Cosmic Sound (RBW) Cosmic Girl                         | 3:22         |
| Общая длительность: | Общая длительность:                                             | Общая длительность:                                                                      | Общая длительность:                                                           | Общая длительность:                                    | 22:40        |

## Чарты

### Альбом

#### Еженедельный чарт
| Чарты (2021)            | Высшая позиция |
| ----------------------- | -------------- |
| Япония (Oricon)         | 45             |
| Республика Корея (Gaon) | 2              |

#### Еженедельныйчарт
| Чарты (2021)            | Позиция |
| ----------------------- | ------- |
| Республика Корея (Gaon) | 8       |

#### Годовой чарт
| Чарты (2021)            | Позиция |
| ----------------------- | ------- |
| Республика Корея (Gaon) | 64      |

### Песня

#### Еженедельныйчарт
| Чарты (2021)            | Высшая позиция |
| ----------------------- | -------------- |
| Республика Корея (Gaon) | 119            |

## Сертификация и продажи
| Регион                  | Сертификация | Продажи |
| Альбом                  | Альбом       | Альбом  |
| ----------------------- | ------------ | ------- |
| Япония                  | —            | 1,223   |
| Республика Корея (KMCA) | —            | 177,877 |

## История релиза
| Регион           | Дата               | Формат                           | Лейбл                   |
| ---------------- | ------------------ | -------------------------------- | ----------------------- |
| Республика Корея | 9 ноября 2021 года | CD цифровая дистрибуция стриминг | RBW Kakao Entertainment |
| Мир              | 9 ноября 2021 года | Цифровая дистрибуция стриминг    | RBW Kakao Entertainment |